# بکینی (اسن)
بکینی (به فرانسوی: Becquigny) یک کمون در فرانسه است که در ان (ا-دو-فرانس) واقع شده‌است. بکینی ۴٫۶۷ کیلومتر مربع مساحت دارد ۱۶۱ متر بالاتر از سطح دریا واقع شده‌است.